# The Black Mirror
The Black Mirror – komputerowa gra przygodowa wydana przez czeską firmę Future Games. Oryginalny tytuł to Posel Smrti („Posłaniec śmierci”). Gra została zrealizowana w klasycznym stylu 2D, oparta jest w dużej mierze o zagadki logiczne. Nie ma w niej elementów czysto zręcznościowych, jednak w niektórych momentach należy wykonać pewne czynności w krótkim czasie. Rozgrywka podzielona jest na sześć rozdziałów.

## Fabuła
Gracz wciela się w Samuela Gordona, który dowiedziawszy się o śmierci swojego dziadka Williama, po 12 latach nieobecności powraca do miasteczka Willow Creek w Anglii, do zamku Black Mirror. Wraz z powrotem Samuela zbiega się seria morderstw w okolicach posiadłości Gordonów. Niejasne okoliczności samobójstwa Williama budzą w Samuelu niepewności i prowadzą do wszczęcia prywatnego dochodzenia.

## Odbiór
Treść tej sekcji należy opracować w taki sposób, aby nie uwypuklała nadmiernie polskiej specyfiki / aby nie zawężała się tylko do polskich warunków
Dokładniejsze informacje o tym, co należy poprawić, być może znajdują się w dyskusji tej sekcji.
 Po wyeliminowaniu niedoskonałości należy usunąć szablon [[Szablon:Dopracować|]] z tej sekcji.
Gra mimo niezbyt przychylnych recenzji krytyków, zyskała bardzo dużą popularność wśród polskich graczy. Black Mirror był często krytykowany za niskiej jakości stylizowane na brytyjskie konwersacje oraz niepasujące do reszty fabuły zakończenie.

## Kontynuacje
Gra Black Mirror doczekała się dwóch kontynuacji autorstwa niemieckiego studio Cranberry Production:
- Black Mirror II wydana w 2009
- Black Mirror III wydana w 2011

Oba sequele napotkały przed swoją premierą falę wątpliwości, jednak zostały ciepło przyjęte i nie były gorzej oceniane niż pierwsza część.